# Giosuè Chitò
Giosuè Chitò (fl. XX secolo) è stato un calciatore italiano, di ruolo attaccante.

## Carriera
Con il Brescia gioca 15 gare in massima serie nella stagione 1928-1929. Ha esordito con le rondinelle in occasione della vittoriosa trasferta di Torino del 9 dicembre 1928, nella partita Juventus-Brescia (0-1).